# Marja Boršnik
Marja Boršnik (ur. 24 stycznia 1906 w Borovnicy, zm. 10 sierpnia 1982 na wyspie Mljet) – słoweńska historyk literatury i slawistka.

## Życiorys
W latach 1925–1929 studiowała slawistykę na Uniwersytecie Lublańskim i przez jeden semestr na praskim Uniwersytecie Karola. W latach 1930–1942 była nauczycielką w szkołach średnich w słoweńskich Ptuju, Celje i Lublanie oraz serbskim Leskovacu. W 1938 roku uzyskała w Lublanie stopień naukowy doktora.
W trakcie II wojny światowej współpracowała z Frontem Wyzwolenia Ludu Słoweńskiego, przez co została zwolniona z pracy, a w 1942 roku pozbawiona wolności. Do pracy w oświacie wróciła w 1945 roku.
Od 1946 roku pracowała w jugosłowiańskim ministerstwie oświaty. Odpowiadała za organizację nauki języka słoweńskiego w szkołach średnich i przygotowanie nowych gimnazjalnych podręczników. W latach 1946–1948 publikowała w pedagogicznym czasopiśmie „Popotnik”. W 1948 roku została adiunktem na Wydziale Artystycznym Uniwersytetu Lublańskiego. Cztery lata później została zatrudniona jako profesor nadzwyczajny. Do jej zainteresowań naukowych należały w szczególności literatura słoweńska XIX wieku. W latach 50. odbywała studia dodatkowe w Paryżu i Wiedniu. Od 1958 do 1959 przebywała na emeryturze, po czym powróciła do pracy na uczelni. Ostatecznie na emeryturę przeszła w 1964 roku. W 1975 roku została odznaczona jugosłowiańskim Orderem Republiki. W 1977 roku została członkiem nadzwyczajnym Słoweńskiej Akademii Nauk i Sztuk i został jej nadany tytuł profesor emeritus Uniwersytetu Lublańskiego. Jej imieniem nazwano bibliotekę w rodzinnej Borovnicy i ulicę w lublańskiej dzielnicy Jarše.
Trzykrotnie była prezesem Towarzystwa Slawistycznego (słoweń. Slavistično društvo) – w latach 1947–1950, 1959 i 1969.

## Wybrane publikacje
(opracowano na podstawie materiału źródłowego)
- Aškerc: življenje in delo (1939)
- Nekaj stvarnih pripomb k pouku slovenščine na srednjih šolah (1946–1947)
- Nekaj primerov za sodobni pouk literarne zgodovine (1948)
- Cankar in učiteljstvo (1948)
- Pregled slovenskega slovstva (1948)
- Fran Celestin (1951)
- Pogovori s pesnikom Gradnikom (1954)
- Kratek bibliografski pregled slovenskega slovstva (1955)
- Študije in fragmenti (1962)
- Ivan Tavčar: leposlovni ustvarjalec: 1 : 1868–1893 (1973)
- Anton Aškerc (1981)